# Passkontrolleinheit
De Passkontrolleinheit (PKE) was onderdeel van Hoofdafdeling VI van het Ministerium für Staatssicherheit (MfS) van de Duitse Democratische Republiek. Deze eenheden werden vanaf 1962 stapsgewijs gevormd. Zij namen de paspoortcontrole en visitatie aan de grensovergangen over.
Ondanks dat de PKE onderdeel van het MfS was hadden zij dezelfde uniformering als de Grenztruppen der DDR (GT).

## Ontstaan
Na de bouw van de Berlijnse Muur en de grensovergangen werd de Paspoort- en tolcontrole vanaf 1962 stapsgewijs opnieuw gestructureerd. De hoofdafdeling paspoortcontrole en visitatie van het MfS waren onderverdeeld in de Berlijnse grensovergangen, de eenheden op vliegveld Berlin-Schönefeld en de Rudower Chaussee. In de districten van de DDR met grensovergangen was het MfS verantwoordelijk. Toch werden alle belangrijke bevelen vanuit de Berlijnse hoofdafdeling gegeven. In 1970 volgde een naamsverandering voor Hoofdafdeling VI als onderdeel van een gelijktijdige reorganisatie van controles en tolheffingen. De daarna ontstane Abteilungen Passkontrolle und Fahndung (APF) kreeg de naam Afdeling VI.

## Taken
De hoofdtaak van de PKE was de controle en bewaking van het grensoverschrijdende reisverkeer aan alle grensovergangen tussen de DDR en de Bondsrepubliek en West-Berlijn. Zij moesten ervoor zorgen dat deze slechts gepasseerd werden door personen met geldige documenten.
De douanecontrole ging op volgorde van voertuigcategorie in samenwerking met de Zollverwaltung der DDR. Ook waren er Grenztruppen bij elke grensovergang aanwezig voor de eventuele beveiliging en afsluiting van een grenspost. Zij werden ook ingezet voor de beveiliging van de Passkontrolleinheit en de technische ondersteuning van hen.

### Op de luchthavens van de DDR
Hier bestonden de taken uit het controleren van het luchthavenpersoneel dat van- en naar de niet-publieke plekken van de luchthavens ging en de paspoortcontrole in de terminal. De controle van alle binnenkomende en vertrekkende passagiers, alsmede de controle van alle personen op het terrein van de luchthavens was een onderdeel van het werk van het MfS.
Alle handelingen op de DDR-luchthavens rondom vliegtuigen uit westerse landen (hierbij ook Joegoslavië) werden vanaf het openen van de vliegtuigdeuren tot aan het sluiten daarvan begeleid. De betreffende medewerker kwam in een politieauto en in uniform van de Grenztruppen der DDR bij het toestel aan, en bewaakte alle uitstappende passagiers, reinigen van het toestel, inladen van goederen en instappen van passagiers.
Vanaf luchthaven Berlin Schönefeld bestond een directe transitverbinding per bus naar de Funkturm in West-Berlijn, in het weekend tot aan de grensovergang Rudower Chaussee. De medewerker van de PKE begeleidde deze bus tot aan de grensovergang die zich ongeveer een kilometer vanaf de luchthaven bevond.

### Transit-treinen
De treinen die tussen West-Berlijn en de Bondsrepubliek reden stonden in Bahnwerk Berlin-Rummelsburg (Oost-Berlijn) opgesteld. Hier vond de eerste „Transportmittel-Innenkontrolle“ door een medewerker van de DDR-Transportpolizei plaats. Deze begeleidde de trein normaal gesproken tot aan station Berlijn-Ostbahnhof, waar de nacht- en restauratiewagons bevoorraad werden. De paspoortcontrole van de reizigers bevond zich bij Grenzübergang Friedrichstraße waarna de passagiers naar station Berlijn Friedrichstraße liepen. Als laatste werd een controle van de trein uitgevoerd, waarna de MfS medewerkers de trein verlieten en de passagiers konden instappen. De trein reed vervolgens door DDR-gebied naar de Bondsrepubliek. Bij het station van Griebnitzsee of Staaken (beide stations aan de grens tussen West-Berlijn en de DDR) stapten medewerkers van de PKE in voor een laatste paspoortcheck. De passagierstreinen werden door een controlegroep van de Transportpolizei (Trapo) begeleid. Zij waren verantwoordelijk voor de veiligheid van de treinen en haar passagiers en hadden direct radiocontact met hun meerderen. Bij een korte stop bij de Duits-Duitse grens verlieten de medewerkers van het MfS en de Transportpolizei de trein.
Daarnaast was er paspoortcontrole van het personeel op de goederentreinen tussen West-Berlijn en de Bondsrepubliek, en controle op de scheepvaart.

## Val van de Muur
PKE-Vicechef Oberstleutnant Harald Jäger werd bekend met zijn uitspraak "Wir fluten jetzt" (vertaling: nu lekken we), nadat op 9 november 1989 bij Grenzübergang Bornholmer Straße steeds meer mensen zich verzamelden, en er van hoger hand geen bevel werd gegeven om actie te ondernemen, of zoals toen werd gezegd "Schießen oder Öffnen". Bij deze grensovergang werd voor het eerst vrije doorgang door de Berlijnse Muur gegeven.